# Oreophrynella nigra
Oreophrynella nigra là một loài cóc trong họ Bufonidae. Chúng được tìm thấy ở Venezuela và có thể Guyana. Các môi trường sống tự nhiên của chúng là các khu rừng vùng núi ẩm nhiệt đới hoặc cận nhiệt đới và đầm lầy.

## Hình ảnh

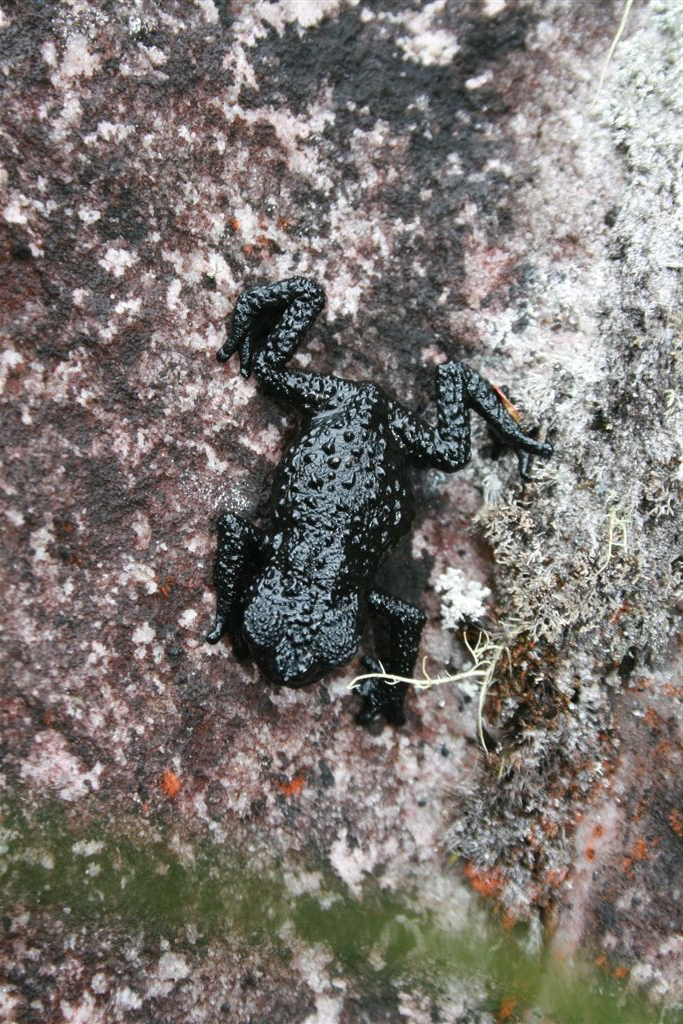
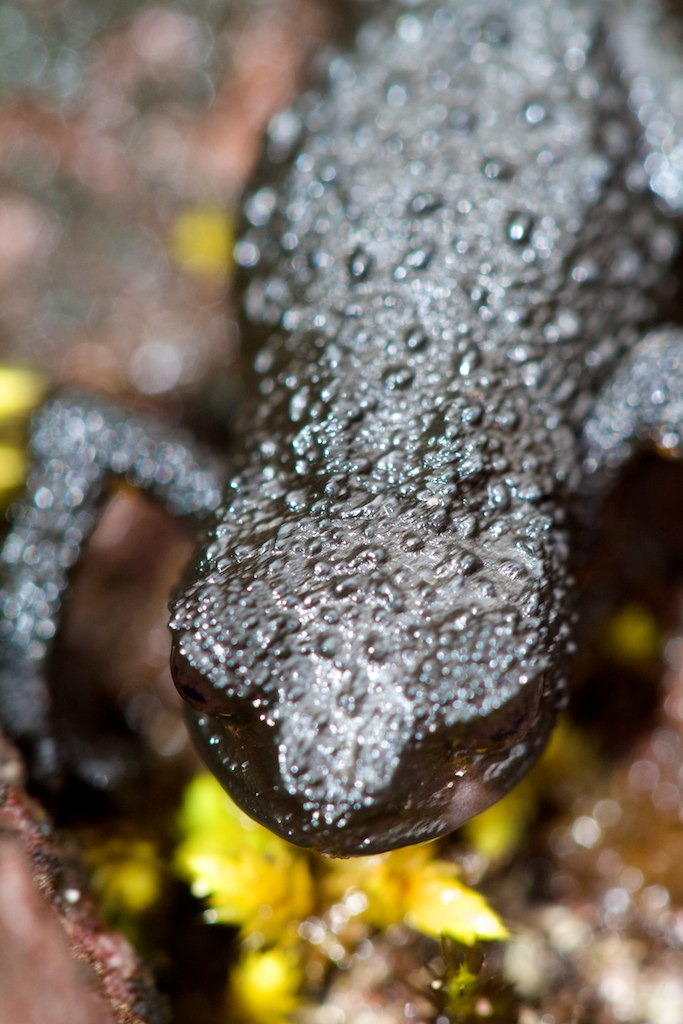
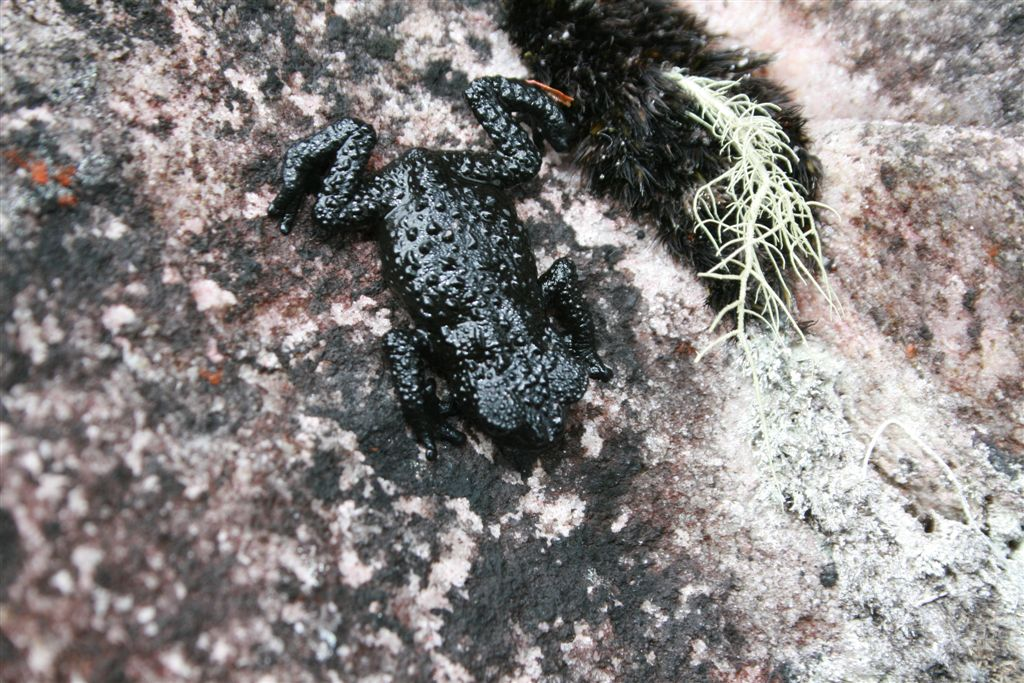
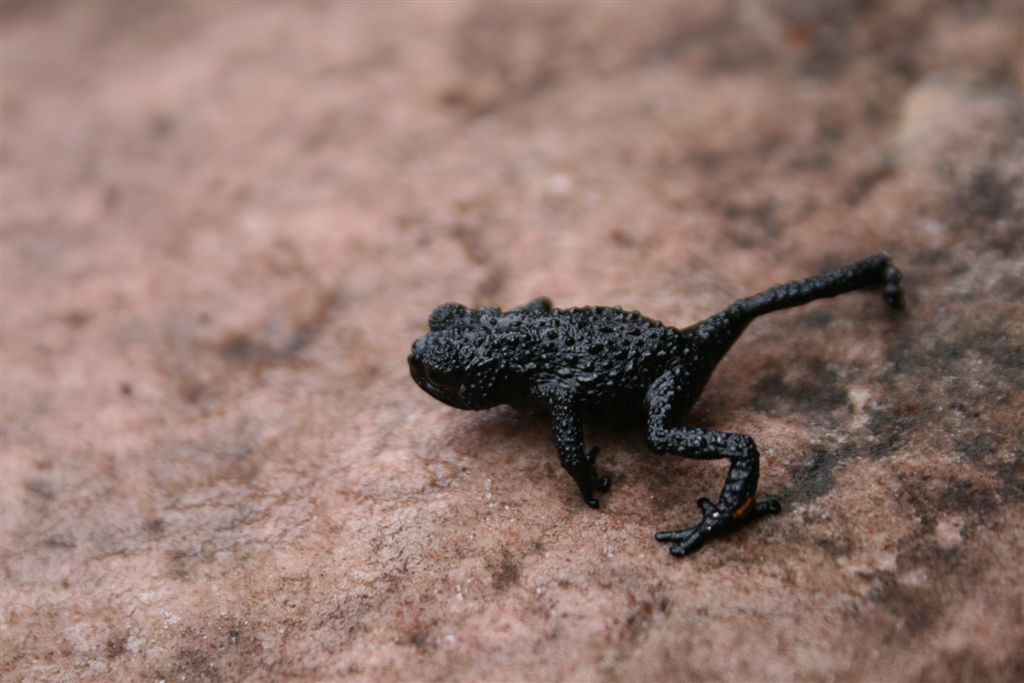